# Strohspalter
Der Strohspalter ist ein Werkzeug zum Zerteilen von Stroh in gleich breite Streifen, die in der handwerklichen Flechtarbeit (Strohsterne, Hüte, Verzierungen) Anwendung finden. Bereits 1808 wurde das Werkzeug aus Florenz stammend, in Wien bekannt. Andere Werkzeuge für das Streifenschneiden sind das Federmesser und die Lanzette. Auch muss das Stroh häufig feucht sein, was beim Strohspalter nicht dienlich ist.
Zwei Formen des Spalters werden verbreitet in Deutschland angewendet: der englische und der sächsische Strohspalter. Das Prinzip des englischen Spalters beruht auf einem ins Stroh gesteckten Drahtstift zur Führung und sternförmig angeordneten scharfgeschliffenen Strahlen auf einem Eisen. Je nach Anzahl der Strahlen von zwei bis zwanzig ergeben die Anzahl der Streifen. Der sächsische Strohspalter ist in seiner Funktion gleich, nur die Schneiden sind Zähne. Das Material sollte knotenfrei sein und eine brauchbare Länge haben.
Geeignetes Material ist Schafschwingel, Bärtiger Schwingel, Gerstenförmiger Schafschwingel, Steifes Borstengras, Gemeines Kammgras, Schmalblättriges Rispengras, Wiesengerste, Ruchkraut, Gelapptes und Gemeines Straußgras, Goldhafergras, Flaumiger Wiesenhafer und andere.